# Сулейман, Мухаммед
Мухаммед Сулейман (араб. محمد سليمان‎, р. 23 ноября 1969) — катарский легкоатлет, призёр Олимпийских игр.
Мухаммед Сулейман родился в 1969 году в Катаре. В 1988 году принял участие в Олимпийских играх в Сеуле, но не завоевал медалей. В 1991 году принял участие в чемпионате мира, где финишировал 9-м. В 1992 году на Олимпийских играх в Барселоне Мухаммед Сулейман завоевал первую олимпийскую медаль в истории Катара, в том же году он завоевал золотую медаль Континентального кубка IAAF.
Младшие братья Мухаммеда — Насер и Абдуррахман — также являются известными катарскими легкоатлетами.